# Rue du Chemin-de-Pantin
La rue du Chemin-de-Pantin est une ancienne voie de Paris qui était située dans l'ancien 5e arrondissement et absorbée par la rue La Fayette en 1849.

## Origine du nom
Son nom lui a été donné parce qu'elle se dirigeait vers le village de Pantin.

## Situation
Située dans l'ancien 5e arrondissement, quartier de la Porte-Saint-Martin, la rue du Chemin-de-Pantin, d'une longueur de 293 mètres, commençait aux 242-244, rue du Faubourg-Saint-Martin et finissait au chemin de ronde de la Barrière-de-Pantin et au 205, quai de Valmy.
Les numéros de la rue étaient noirs. Le dernier numéro impair était le no 27 et le dernier numéro pair était le no 34. 

## Historique
Le plan de Verniquet l'indique sous le nom de « route de Meaux », car elle se dirige vers la ville de Meaux. Elle avait été ouverte en 1768 en même temps que l'actuelle avenue Jean-Jaurès qui la prolonge sur le territoire de l'ancienne commune de La Villette et dont elle est séparée par le mur des Fermiers généraux créé en 1789 à l'emplacement de la barrière de Pantin à côté de la rotonde de la Villette.
Une décision ministérielle en date du 18 mars 1822 a maintenu cette voie publique suivant sa largeur actuelle qui était de 19,50 mètres.
Par décret ministériel du 28 août 1849, la rue du Chemin-de-Pantin est absorbée par la rue La Fayette.

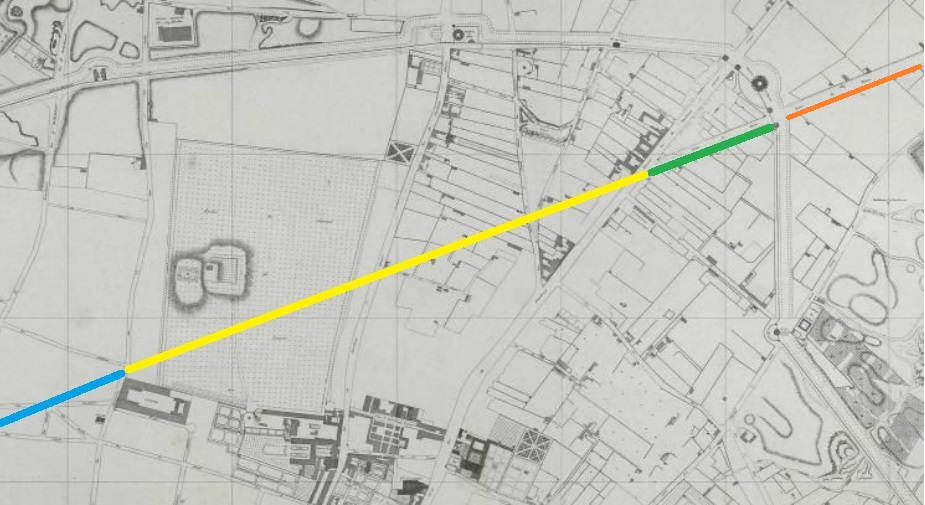
Historique de la rue La Fayette : en orange, la rue de Pantin (devenue l'avenue Jean-Jaurès) située hors de Paris ; en vert, la rue du Chemin-de-Pantin, 2e section de la rue La Fayette ; en jaune, la 1re section de la rue La Fayette qui traverse l'enclos Saint-Lazare ; en bleu, la 3e section (partielle) de la rue La Fayette.